# Eupithecia trapezoida
Eupithecia trapezoida är en fjärilsart som beskrevs av Paul Dognin 1899. Eupithecia trapezoida ingår i släktet Eupithecia och familjen mätare. Inga underarter finns listade i Catalogue of Life.